# Китаизация

Флаг Республики Корея, графические элементы которого взяты из даосизма

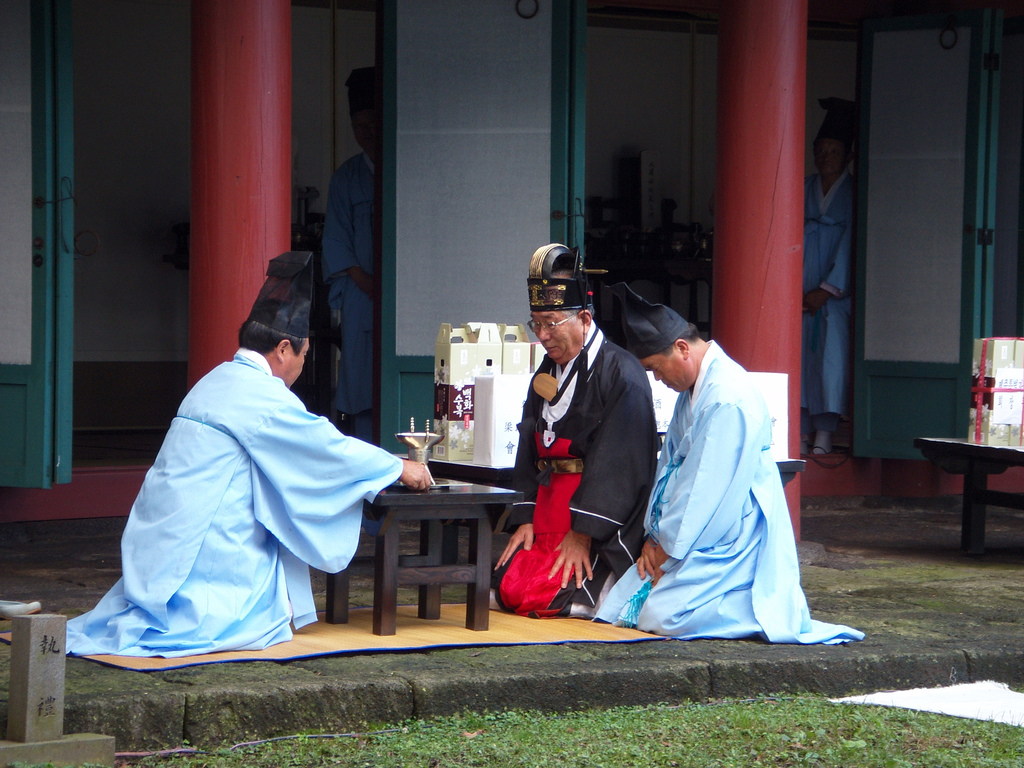
Конфуцианский ритуал в Корее

Китаиза́ция или Синизация (кит. трад. 漢化, упр. 汉化, пиньинь Hànhuà, палл. Ханьхуа) — это процесс, посредством которого некитайские народы или группы принимают в себя китайскую культуру или ассимилируются в ней, особенно в языке, социальных нормах, и этнической идентичности ханьцев — крупнейшей этнической группы Китая. Многие народы, жившие на территории нынешнего Китая (например, динлины, сюнну), в процессе китаизации утратили самобытную культуру и язык и стали идентифицировать себя с китайцами. Соседние с Китаем Япония, Корея, Вьетнам (части территорий последних двух государств в разное время входили в состав Китайской империи, см. Ханьско-кочосонская война, Первое китайское завоевание государства вьетов и т. д.), переняли многие аспекты культуры Китая: иероглифическая письменность, конфуцианство, даосизм, чань-буддизм, летоисчисление, а также значительную часть лексики.

## Ассимиляция
Политика ассимиляции — это тип китайского национализма, направленный на укрепление китайской национальной идентичности (чжунхуа миньцзу) среди населения. Сторонники считают, что она поможет развить общие ценности, гордость за то, что они являются гражданами страны, уважение и принятие культурных различий среди граждан Китая. Критики утверждают, что ассимиляция уничтожает этническое разнообразие, языковое разнообразие и культурное разнообразие. Историк Джеймс А. Миллворд утверждал, что Китайская Народная Республика использовала концепцию китаизации как средство сокрытия ханьского поселенческого колониализма.
В Китае существует в общей сложности 292 языка, на которых говорят этнические меньшинства. Существует также ряд языков иммигрантов, такие как кхмерский, португальский, английский и т. д.

## Исторические примеры китаизации

### Байюэ
До китаизации современную китайскую береговую линию Китая от самого севера до реки Янцзы и до юга до Тонкинского залива, населяли не-ханьские коренные народы южного Китая, которые китайцы в совокупности называют как Байюэ (百越, буквально: «сто юэ»).
Еще в XI веке до нашей эры некоторые народы байюэ в дельте реки Янцзы начали китаизироваться, что ознаменовалось созданием ими царства У. Эти народы юэ вместе со своими южными соседями, которые образовали царство Юэ столетия спустя, в совокупности называются народами юэ-юй. Со временем взаимные контакты между народами байюэ и ханьскими китайцами, а также расселение ханьцев на юг, в основном в качестве военных беженцев, привели к китаизации большинства этнических групп байюэ, которые оставались в Южном Китае, будь то в долине Янцзы или в прибрежных районах от устья Янцзы до Тонкинского залива. Остатки этих народов, которые не были полностью подвергнуты китаизации, теперь официально признаны этническими меньшинствами КНР.

### Тюркские народы
Тоба Вэй на севере Китая была китаизированной империей монгольско-сяньбэйского происхождения.
Исторические тюрки-Шато основали три китаизированные династии в северном Китае. Потомки буддийских уйгуров (см. также Югуры, Королевство Кочо и Ганьчжоуское уйгурское королевство), которые мигрировали в уезд Таоюань, Хунань, ассимилировались с хуэйским населением и переняли китайскую культуру, практикуют китайские обычаи, говоря на разновидностях китайского языка в качестве своего языка.

### Империи Хань, Цзинь и Шестнадцать Королевства
С конца периода империи Хань до начала империи Цзинь (266–420) большое количество не-ханьских народов, проживавших вдоль северной периферии Китая, обосновались в северном Китае. Некоторые из этих мигрантов, такие как хунну и сяньби, были кочевниками-скотоводами из северных степей. Другие, такие как ди и цяны, были земледельцами и пастухами из гор западной Сычуани на юго-западе Китая. Будучи мигрантами, они жили среди этнических китайцев и были китаизированы в разной степени. Многие работали сельскохозяйственными рабочими. Некоторые достигли официальных должностей при дворе и в армии. Многочисленные племенные группы на севере и северо-западе, которые были в значительной степени призваны в армию, затем воспользовались хаосом, чтобы захватить власть местными китайскими военачальниками.
В период Троецарствия китайский полководец Цао Цао инициировал политику расселения кочевников хунну подальше от границы около Тайюаня в современной провинции Шаньси, где они были бы менее склонны к восстанию. Хунну отказались от кочевничества, а элита получила образование в китайской-конфуцианской письменной культуре. Миграция северных китайцев на юг ещё больше укрепила Китай как многоэтническую империю.

### Южные и Северные Династии
Так называемые Северные и Южные династии были периодом в истории Китая, который длился с 386 по 589 год, после бурной эпохи периода Шестнадцати королевств. Хотя это был век гражданской войны и политического хаоса, это было также время расцвета искусств и культуры, прогресса в технологиях и распространения буддизма Махаяны и даосизма. В этот период наблюдалась масштабная миграция китайцев-ханьцев на земли к югу от Янцзы. Период закончился с объединением собственно всего Китая императором Вэнем из империи Суй. В этот период процесс китаизации ускорился среди неханьских прибывших на север и среди коренных народов на юге. Этот процесс также сопровождался растущей популярностью буддизма (введённого в Китай в первом веке) и даосизма как в северном, так и в южном Китае.

### Империя Тан
В течение 8-го и 9-го веков в империи Тан китайские солдаты-мужчины переселялись в Гуйчжоу и женились на местных некитайских женщинах, их потомки были известны как Лао-хань-жэнь (китайское оригинальное название), в отличие от новых китайцев, которые колонизировали Гуйчжоу в более позднее время. Они всё ещё говорили на архаичном диалекте по состоянию на 1929 год. Многие иммигранты в Гуйчжоу были потомками этих солдат в гарнизонах, которые женились на некитайских женщинах.

### Империя Юань
Монгольская империя Юань назначила мусульманина из Бухары, Сайида Аджаля Шамс ад-Дина Омара, губернатором Юньнани после завоевания байского королевства Дали. Сайид Аджаль наиболее известен среди китайцев тем, что помог китаизировать провинцию Юньнань; продвижение ислама, конфуцианства и буддизма было бы частью его «цивилизаторской миссии» по отношению к неханьским китайским народам в Юньнани, которых он считал «отсталыми и варварскими».
Он основал город в «китайском стиле» под названием Чжунцзинчэн, где сегодня находится современный Куньмин, и приказал построить в городе буддийский храм, две мечети и конфуцианский храм. Последний храм, построенный в 1274 году и также использовавшийся как школа, был первым конфуцианским храмом, когда-либо построенным в Юньнани. Благодаря включению китайской и, следовательно, конфуцианской мысли в династию, учёные теперь считают Хубилая принятым китайским гражданином монгольской этнической принадлежности, а не просто взаимно исключёнными из определения соотечественников-китайцев, которыми он управлял. Таким образом, Сеид Аджаль был тем, кто ввёл конфуцианское образование, ритуалы и традиции в Юньнань, включая китайские социальные структуры, похоронные ритуалы и брачные обычаи. Он продолжил строить многочисленные конфуцианские храмы на протяжении всего своего правления.
Конфуцианские ритуалы преподавались студентам в недавно основанных школах сычуаньскими учёными. Сеид Аджаль обучал коренных жителей Юньнани таким конфуцианским церемониям, как свадьбы, сватовство, похороны, поклонение предкам и поклоны. Местные вожди заменили свою «варварскую» одежду одеждой, которую им также дал Сеид Аджаль. Губернатора хвалили и описывали как человека, который «превратил орангутангов и мясных птиц в единорогов и фениксов, а их войлок и меха были обменены на мантии и шапки» Хэ Хунцзо, региональным сановником конфуцианских исследований.
Сеид Аджаль также был первым, кто принёс ислам в этот регион, и, таким образом, широкое распространение ислама в Юньнани приписывается его работе. И Марко Поло, и Рашид ад-Дин Ватват записали, что Юньнань была густонаселена мусульманами во времена династии Юань, причем Рашид назвал город, все жители которого были мусульманами, «великим городом Ячи». Было высказано предположение, что Ячи был городом Дали, в котором проживало много людей хуэй.
Сын Сеида Аджаля - Насир ад-Дин стал губернатором Юньнани в 1279 году после его смерти.
Историк Жаклин Армиджо-Хусейн писала о политике конфуцианизации и китаизации Сеида Аджаля в различных работах, в том числе в своей диссертации «Сеид Аджаль Шамс ад-Дин: мусульманин из Центральной Азии, служивший монголам в Китае и принесший «цивилизацию» в Юньнань» (1997 г.) и в работах «Истоки конфуцианского и исламского образования в Юго-Западном Китае: Юньнань в период Юань» (б.д.) и «Китаизация и конфуцианство в китайской и западной историографии мусульманина из Бухары, служившего под началом монголов в Китае» (1989 г.).

### Империя Мин
Во время завоевания империи Мин в провинции Юньнань китайские солдаты поселились в Юньнани, и многие женились на местных женщинах.

### Империя Цин
Правители империи Цин были этническими маньчжурами, которые приняли нормы небесного мандата, чтобы оправдать своё правление. «Ортодоксальный» исторический взгляд подчеркивал способность ханьских китайцев «китаизировать» своих завоевателей, хотя более поздние исследования, такие как «Новая школа истории Цин», показали, что маньчжурские правители были искусны в манипулировании своими подданными, и с 1630-х годов по крайней мере до 18 века императоры развивали чувство маньчжурской идентичности и использовали центральноазиатские модели правления так же, как и конфуцианские. Однако есть также свидетельства китаизации. Например, изначально маньчжуры имели свой собственный отдельный стиль именования от ханьских китайцев, но в конечном итоге переняли ханьские практики именования.
Маньчжурские имена состояли из более чем двух- или односложных китайских имён, и при фонетической транскрипции на китайский язык они вообще не имели смысла. Значение имён, которые использовали маньчжуры, также сильно отличалось от значений китайских имен. Маньчжуры также использовали числа в качестве личных имён.
Исторические записи сообщают, что ещё в 1776 году император Цяньлун был потрясён, увидев, что высокопоставленный маньчжурский чиновник Гоэрминь не понимает, что император говорит ему на маньчжурском языке, несмотря на то, что он прибыл из маньчжурской крепости Шэнцзин (ныне Шэньян). К 19 веку даже императорский двор утратил беглость языка. Император Цзяцин (правил в 1796–1820 годах) жаловался, что его чиновники не владеют маньчжурским языком и не умеют писать на нём.
В конце концов, королевская семья Цин (Айсинь Гьоро) дала своим детям китайские имена, которые были отделены от маньчжурских имён, и даже переняла китайскую практику имён поколений, хотя её использование было непоследовательным и полным ошибок. В начале девятнадцатого века маньчжурская королевская семья перестала использовать маньчжурские имена.
Семья Ньохуру из Маньчжурии изменила свою фамилию на Лан (Ланг), что на севернокитайском языке звучало как «волк», поскольку волк на маньчжурском языке это соответственно слово ньохэ; таким образом, образовался перевод.
Хотя маньчжуры заменили свои маньчжурские имена на китайские личные имена, маньчжурские знаменосцы следовали своей традиционной практике и обычно использовали для обращения к себе своё имя/личное имя, а не фамилию, в то время как знаменосцы ханьских китайцев использовали свою фамилию и имя в обычном китайском стиле.
Использование фамилий не было традиционным для маньчжуров, в то время как у ханьцев было.

### Династия Нгуенгов во Вьетнаме
Вьетнамский император Нгуен Минь Манг китаизировал такие этнические меньшинства, как кхмеры, чамы и монтаньяры, и потребовал наследие конфуцианства и китайской династии Хань для Вьетнама. Направляя свою политику на кхмеров и горные племена, Минь Манг заявил, что «мы должны надеяться, что их варварские привычки будут подсознательно рассеиваться, и что они с каждым днём будут всё больше заражаться ханьскими [китайско-вьетнамскими] обычаями». Более того, он использовал термин Хань  (вьет. , тьы-ном 漢人) для обозначения вьетнамского народа, а название Чынг Куок ( (вьет. Trung Quốc, тьы-ном 中國), те же китайские иероглифы, что и для слова «Китай» (Чжунго)) для обозначения Вьетнама. Аналогичным образом, в 1712 году князь Нгуен Фук Тю}}, проводя различие между вьетнамцами и чамами, называл вьетнамцев народом хань.
Вьетнамский народ также перенял китайскую одежду. Различные её вариации используются и сегодня.

### Клика «Ма»
Хуэйский мусульманский генерал Ма Фусян создал ассимиляционистскую группу и поощрял интеграцию мусульман в китайское общество. Ма Фусян был ярым сторонником ассимиляции и говорил, что хуэйцзы должен ассимилироваться с ханьцами.

## Современные примеры китаизации

### Синьцзян
36-я дивизия хуэйских мусульман (Национально-революционная армия) управляла южным регионом Синьцзяна в 1934–1937 годах. Созданная администрация носила колониальный характер: она импортировала ханьские кухню и бани, меняла названия уйгурских улиц и вывески, написанные только на уйгурском языке, на китайские, а также меняла рисунок ковров на государственных ковровых фабриках с уйгурского на ханьский.
Строгий надзор и массовые задержания уйгуров в лагерях для интернированных в Синьцзяне являются частью продолжающейся политики китаизации Коммунистической партии Китая (КПК). По оценкам, с 2015 года в этих лагерях было задержано более миллиона уйгуров. Лагеря были созданы при администрации Генерального секретаря КПК Си Цзиньпина с главной целью обеспечения приверженности национальной идеологии. Критики обращения Китая с уйгурами обвиняют китайское правительство в пропаганде политики китаизации в Синьцзяне в 21 веке, называя эту политику культурным геноцидом или этноцидом уйгуров.

### Тайвань
После того, как Китайская Республика взяла под свой контроль Тайвань у Японской империи в 1945 году и перенесла его столицу в Тайбэй в 1949 году, намерением Чан Кайши было в конечном итоге вернуться в материковый Китай и восстановить над ним контроль. Чан Кайши считал, что для возвращения материкового Китая необходимо будет повторно китаизировать жителей Тайваня, которые подверглись ассимиляции при японском правлении. Примерами этой политики были переименование улиц с японскими названиями в материковые географические названия, использование севернокитайского языка в школьном образовании и наказания за использование других региональных китайских идиомов (таких как хакка и хокло), а также обучение студентов почитанию традиционной этики, развитию панкитайского национализма и рассмотрению Тайваня с точки зрения Китая. Другими причинами этой политики были борьба с японским влиянием на культуру, которое имело место в предыдущие 50 лет, и помощь в объединении недавних иммигрантов из материкового Китая, которые прибыли на Тайвань вместе с Гоминьданом и среди которых наблюдалась тенденция быть более лояльными к своему городу, округу или провинции, чем к Китаю как к стране.
Процесс устранения или сокращения ханьских культурных элементов, идентичности или сознания в обществе, а в случае этнических групп на Тайване переутверждения некитайской идентичности, иногда называют декитаизацией. Это такие проблемы, например, как движение за независимость Тайваня и движение за локализацию Тайваня.

### Тибет
Китаизация Тибета — это изменение тибетского общества в соответствии со стандартами ханьских китайцев посредством государственной пропаганды, присутствия полиции, культурной ассимиляции, религиозных преследований, иммиграции, перемещения населения, освоения земель, передачи земель и политических реформ. По данным американского отделения Офиса Тибета, это происходит с тех пор, как Китай восстановил контроль над Тибетом в 1951 году. Источники, цитируемые Радио Свободная Азия, заявили, что в современном Тибете традиционные тибетские фестивали «превратились в площадку для пропаганды и политического театра», где «государственным служащим и пенсионерам запрещено заниматься религиозной деятельностью, а государственным служащим и учащимся тибетских школ запрещено посещать местные монастыри».

## Религия
В апреле 2016 года генеральный секретарь КПК Си Цзиньпин заявил, что для «активного руководства адаптацией религий к социалистическому обществу важной задачей является поддержка настойчивости религий Китая в направлении китаизации». Позднее он повторил этот план на 19-м съезде Коммунистической партии, заявив: «Мы будем полностью реализовывать основную политику партии в религиозных вопросах, настаивать на китаизации китайских религий и обеспечивать активное руководство сосуществованием религии и социализма».

### Протестантство
«Патриотическое „движение трёх автономий“» протестантских церквей Китая описало восстание боксёров и антихристианское движение 1922–1927 годов как ранние попытки китаизировать христианство.
Патриотическое «движение трёх автономий» и Христианский Совет Китая организовали конференцию в Шанхае 4–6 августа 2014 г., посвящённую годовщине Патриотического «движения трёх автономий». Эта конференция включала семинар по китаизации христианства, на котором Фу Сяньвэй, председатель Патриотического «движения трёх автономий», заявил, что «церкви в Китае будут продолжать исследовать китаизацию христианства [и] обеспечивать, чтобы христианство укоренилось в почве китайской культуры, этнической принадлежности и общества... Чтобы способствовать китаизации христианства, церквям потребуется руководство и поддержка со стороны государственных органов, отвечающих за вопросы религии».
В 2019 году председатель Патриотического «движения трёх автономий» Сюй Сяохун пообещал устранить любой западный «отпечаток» из китайской веры, заявив: «[Мы] должны признать, что китайские церкви именуются «Китай», а не «Запад»» и «Независимо от того, сколько усилий или времени это займёт, наша решимость поддерживать китаизацию протестантизма никогда не изменится, и наша решимость идти по пути, адаптированному к социалистическому обществу, никогда не поколеблется».
В декабре 2023 года Ван Хунин заявил, что христианские группы должны «придерживаться направления китаизации христианства».

### Католичество
В декабре 2016 года Девятый национальный конгресс китайских католических представителей подтвердил свой план относительно Католической патриотической ассоциации Департаментом труда Единого фронта по отстаиванию принципа независимости и самоуправления, а также по содействию китаизации.
В марте 2018 года архиепископ Пол Галлахер, секретарь по связям с государствами в Государственном секретариате Святого Престола, сказал, что «выделяются два выражения или, точнее, два принципа, которые должны взаимодействовать друг с другом, а именно «китаизация» и «инкультурация». Я убеждён, что важная интеллектуальная и пастырская задача возникает почти естественным образом из объединения этих двух терминов, которые указывают на два реальных видения мира».
В июне 2018 года Конференция епископов Католической церкви в Китае и Католическая патриотическая ассоциация опубликовали «Пятилетний план по продвижению приверженности Католической церкви направлению китаизации в нашей стране». Этот документ призывает католиков принять руководство Коммунистической партии, любить родину и подчиняться государству, а также принять директиву государства по осуществлению китайской культурной интеграции в католицизм. Церкви в провинции Хэбэй и епархии Ибинь провинции Сычуань немедленно начали проводить обучающие семинары.
Кардинал Паролин, государственный секретарь Ватикана, в интервью 2019 года газете Global Times, принадлежащей КПК, заявил, что китаизация является формой «инкультурации», что является католическим миссионерским термином, который относится к принятию местной культуры для провозглашения Евангелия. Он привел Маттео Риччи в качестве примера и указал, что китайское руководство обещало не подрывать доктрину и природу каждой религии. Он заявил в интервью: «Эти два термина, «инкультурация» и «китаизация», относятся друг к другу без путаницы и без противопоставления: в некотором смысле они могут быть взаимодополняющими и могут открывать пути для диалога на религиозном и культурном уровне».

### Ислам

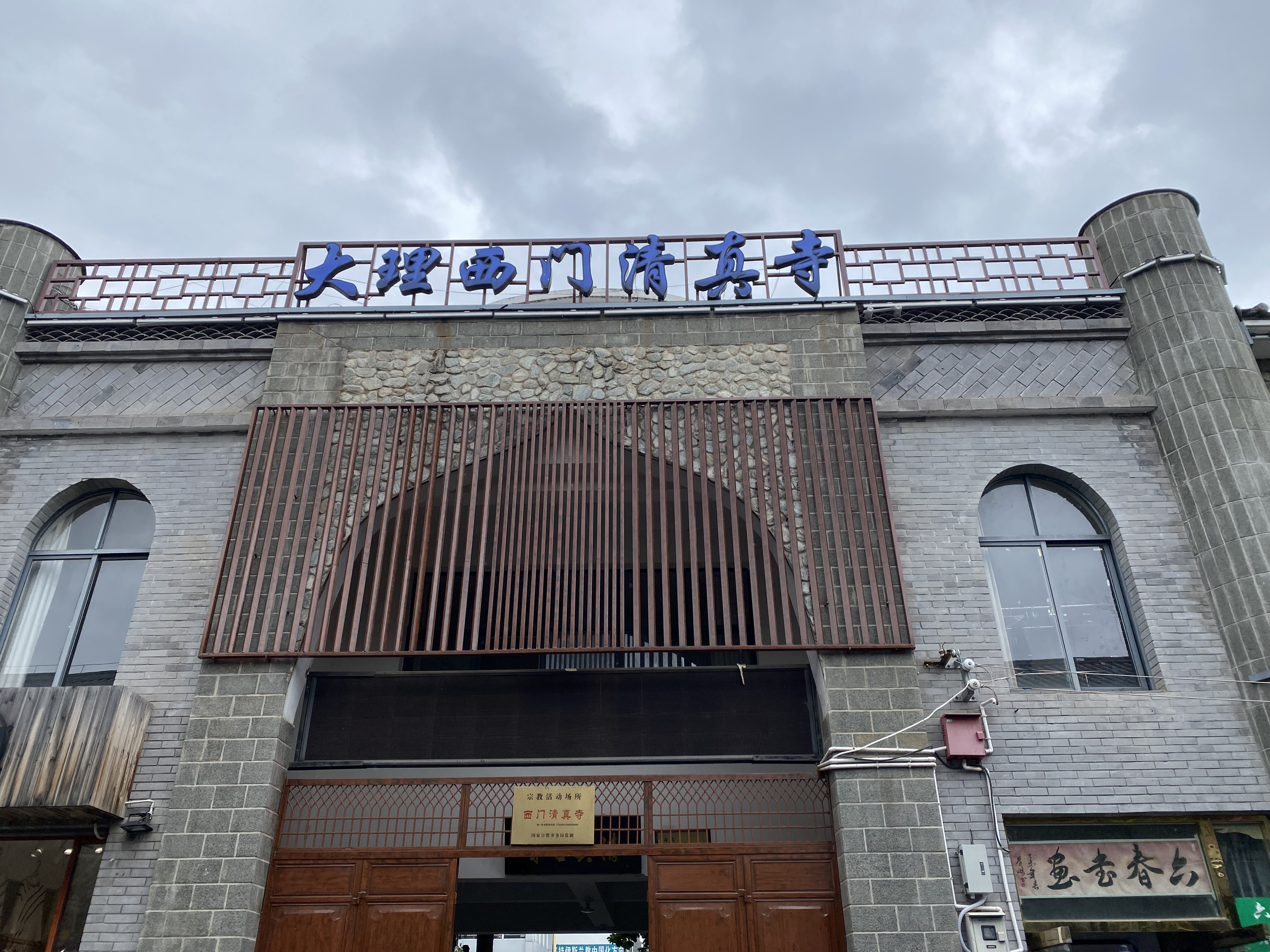
Мечеть со снятым куполом из-за проводимой политики китаизации

В 2015 году генеральный секретарь КПК Си Цзиньпин впервые поднял вопрос о «китаизации ислама». В 2018 году была издана конфиденциальная директива, предписывающая местным чиновникам «не допускать вмешательства ислама в светскую жизнь и функции государства».
Ян Фамин, лидер Исламской ассоциации Китая, заявил в своей речи в 2018 году, что «Мы должны позволить традиционной китайской культуре проникнуть в ислам и совместно защищать духовную родину китайского народа». Он призвал к тому, чтобы китайские особенности присутствовали в религиозных церемониях, культуре и архитектуре.
В 2018 году более миллиона китайских государственных служащих начали принудительно жить в домах уйгурских мусульманских семей, чтобы отслеживать и оценивать сопротивление ассимиляции, а также следить за осуждаемыми религиозными или культурными практиками. Эти государственные служащие были обучены называть себя «родственниками» и были описаны в китайских государственных СМИ как ключевая часть укрепления «этнического единства».
По оценкам, по состоянию на 2019 год китайские власти могли задержать полтора миллиона человек в тайных лагерях для интернированных. Подавляющее большинство насильственно интернированных — мусульмане-уйгуры, но сюда также включены казахи и другие меньшинства.
В сентябре 2020 года политика китаизации была направлена против мусульман-уцулов в провинции Хайнань. Ограничения включали ограничение размера мечетей, требование члена Коммунистической партии в комитетах по управлению мечетями, запрет на использование арабских слов на продуктовых лавках (например, «халяль») и запрет на ношение хиджаба в школах и государственных учреждениях.
В июне 2023 года телеканал CNN сообщил, что китайские власти принудительно перестроили ряд мечетей, чтобы уничтожить традиционную исламскую архитектуру (например, минареты, купола) и заменить их китайской архитектурой. В июле 2023 года Центральный институт социализма Департамента труда Единого фронта разработал план по «слиянию ислама с конфуцианством», используя тексты Хань Китаб в качестве руководства.